# L'immenso (Patty Pravo)
L'immenso è il 40° singolo di Patty Pravo, pubblicato nel 2002 dall'etichetta discografica Pravitia/Sony Music.

## Il disco
Il singolo ebbe un discreto successo, poiché Patty Pravo partecipò al Festival di Sanremo col medesimo. Fu uno dei brani di punta dell'album Radio Station; il primo utilizzato per il lancio dell'album. Nonostante non risulti fra i 100 singoli più venduti del 2002, raggiunse la 25° massima posizione.

### L'immenso
L'immenso è una canzone scritta da Roberto Pacco per la musica, e Lara Tempestini e Fabrizio Carraresi per il testo.
Il brano fu inserito nell'album Radio Station.
Col brano Pravo partecipò al Festival di Sanremo 2002, classificandosi al 16º posto.

### L'immenso (string version)
La canzone è solo una versione diversa del brano L'immenso, con cui la cantante prese parte al Festival di Sanremo.
Il brano non fu inserito in nessun album.

## Tracce
CD Single
1. L'immenso - 3:55
2. L'immenso (string version)